# جناح طوكيو الرابع والعشرين
جناح طوكيو الرابع والعشرين (بالإنجليزية: Tokyo 24th Ward)‏ هو مسلسل أنمي أصلي ياباني من إنتاج كلوفر وركس عرض في 6 يناير 2022.